# Gavotí beccurt
El gavotí beccurt (Brachyramphus brevirostris) és una espècie d'ocell de la família dels àlcids (Alcidae) d'hàbits pelàgics i costaners, que cria sobre penya-segats costaners i zones rocoses de Rússia nord-oriental, Alaska i les Aleutianes.